# マーケットメイク
マーケットメイクとは、金融商品市場において、マーケットメイカーが常時売り買い両方の気配（価格と上限個数）を示し、投資家の注文に約定を保証することである。アメリカ私募証券の店頭市場が1960年ごろまでに機関化し、マーケットメイクの原型となった。株式のマーケットメイクはボルカー・ルールの例外となる。また、公債のマーケットメイカーをプライマリー・ディーラーと呼ぶ。外国為替市場では銀行間取引市場参加者がマーケットメイクを担う。

## 概要
マーケットメイク方式（マーケットメイカー制）とは、証券取引所から資格を得た値付け業者が常時「売り気配」と「買い気配」を提示し、顧客が最良気配を出している業者と相対取引を行う仕組みをいう。株式を取引するときは証券会社が、為替通貨を取引するときは銀行間取引市場参加者が、それぞれ値付け業者（マーケットメイカー）となる。マーケットメイカー制は、金融商品の流動化を目的とし、マーケットメイカーを介して全ての注文をもれなく執行する。
投資家同士が市場内で直接売買するオークション方式とは対照的である。オークション方式は機動的に取引が出来、また一物一価の法則が自動的に働いて値が決定される。しかし取引の量が少ない場合は値がつきづらい。例えば、あまりに取引量が少なく買い手だけがいる場合や売り手だけがいる状態が1日中続くような場合、値をつけることが出来ない。
ナスダック（NASDAQ）市場は株式についてマーケットメイク方式を全面的に採用している。ビッグバンからはロンドン証券取引所で主流となった。日本では、ジャスダック（JASDAQ）の一部の銘柄で採用されていた。東京金融取引所は外国為替取引について採用している。シカゴ商品取引所は米国債等の取引に採用している。

## ナスダックのピンクな歴史
世界恐慌でジャック・モルガン（ジョン・モルガンの息子）らの関係した内部者取引をペコラ委員会が追及した。ウォール街は合衆国史上初めて規制されることになった。1933年証券法が証券発行時のディスクロージャーを義務づけた。1934年証券取引所法も成立した。証券取引委員会が設置され、ナイ委員会の世論圧力を受けながら、恐慌へ至るまでに投信を利用した巨大コンツェルンが電力産業を中心に構築された事実を暴いた。この投信は主に店頭取引でばらまかれていた。すでに制定した二つの法律は株式の店頭取引を規制していなかったので、1934年証券取引所法が1938年に改正された（マロニー法）。これにもとづいて1939年、全米証券業協会（NASD）が組成された。今日までアメリカ唯一の「登録証券業協会」である。彼ら証券会社は店頭取引をするために専ら「ピンクシート」という日刊の気配表を利用した。NQB（National Quotation Bureau）発行のピンクシートは前日最終までの情報誌であったので、実際の売買では証券業者がマーケット・メーカーに連絡して条件を確認する必要があった。マーケットメーカーは株式発行会社を出し抜いてピンクシートへの銘柄掲載を申請してしまうような権力までもっていた。いかにウォール街を規制しても、あふれくる社債・株式の行き場を閉ざすことはできなかったのである。

## ユーロクリア依存症
しかしアメリカのマーケットメーカーが全米の資金をにわかに多国籍企業へ集中させると、アメリカン証券取引所で不正事件が起こったので、感づいたジョン・F・ケネディがマーケットメーカーに大義なしと思い切って行動した。彼が大統領となった1961年から、証券取引委員会が店頭取引を精査した。結果は1963年に公表された。いわゆるコーエン報告書（Report of Special Study of Securities Markets）である。マーケットメーカーまたは機関投資家の動態を洗い上げ描写する同報告書につづき、パットマン報告書が追い討ちをかけ、そこへ議会の公聴会も加勢した。JPモルガンがベルギーへ逃げてユーロクリアをつくり、そこへ世界中の機関投資家の決済を依存させた。ロバート・ケネディが殺されてから、インスティネット（Instinet）やナスダックが生まれ、ミューチュアル・ファンドの搾取行為が追及された。そこで機関投資家はニューヨーク証券取引所から一斉疎開した。人工的な流動性の危機へ至り、1975年やむなく1934年証券取引所法に全米市場システム（National Market System）が盛り込まれた。制度上マーケットメーカーは互いに競争するが、ユーロクリアのできてからでは意味をなさなかった。ブロック取引は機械処理されず、マーケットメーカーにお伺いを立てる必要があった。オイルショックで貸し出す現金をひねり出すため機関投資家は証券化に励んだ。1980年代、彼らはレバレッジド・バイアウトを利用してシャドー・バンキング・システムを拡張していった。ブラックマンデーのとき、マーケットメーカーの多くは、個人投資家の小口注文をまとめた証券会社の電話注文に出ることなく、他の機関投資家との取引に応じていた。

## マーケット・ガバナンス
インスティネットは取引所ではないと考えられ、1975年まで証券取引委員会から規制が提案されなかった。1987年、インスティネットがロイターの子会社となった。競争にさらされていた証券取引所から訴訟を提起されていた私設取引システムに対し、やっと1989年4月に証券取引委員会が、取引所でも証券会社でもない新しい取引システムとして規制する方針をうちだした。国際決済銀行が1990年ごろに提出した見解によると、銀行間取引市場が他の金融市場と融合しているという結論であった。シャドー・バンキング・システムのグローバル化は、彼らが地球規模で企業統治へ干渉することを可能にした。
1994年5月、ヴァンダービルト大学のクリスティ教授とオハイオ州立大学のシュルツ教授が、「なぜナスダックのマーケットメーカーは奇数の呼び値を避けるのか（Why do NASDAQ Market Makers Avoid Odd‐Eighth Quotes?）」と題する論文を発表した。この論文は大反響を呼んだ。投資家と証券会社は、マーケットメーカーが談合したせいで損害を被ったとして、全米各地で訴訟を提起した。司法省と証券取引委員会も調査に乗り出した。クリスティ、シュルツ両教授が第二の論文を発表し、マイクロソフトやシスコ・システムズといった銘柄で奇数表示の気配が現れ、結果的に最良気配のスプレッドが50％近くも縮小した。債券やオプション取引の専門業者などの、「株式を取引するナスダック市場とは関係が無い」NASD会員も改革圧力をかけた。11月、NASDはラドマン元上院議員（Warren Rudman）を委員長とする特別委員会を設置した。この委員会は1995年9月に報告書を提出し、独占疑惑そのものを否定しながらも運営の有り方を改めることを提言した。NASDは提言を全面的に受け入れ、11月あらたに自主規制会社を設立した（NASD-R）。新会社のCEOにはメアリー・シャピロ（Mary Schapiro）が就任した。

## オーダー・ハンドリング・ルール
1997年6月、再び機構改革が行われた。具体的には、NASD-Rとナスダック市場会社それぞれの理事会を縮小し、合理化のため、両社を統合するNASD理事会へ実権を集中させたのであった。オーダー・ハンドリング・ルールは、投資家を保護するため、NASDAQが同年に導入したマーケットメイカーに対する規制である。下の3点が中心となる。
1. 公衆気配発信可能でない私設取引システムに顧客向けより良い価格を提示してはならない（気配ルール）[10]。
2. 顧客の注文が自社の気配より有利な場合は自社の気配として提示する義務がある[11]。
3. 自社の気配と顧客の指値が同じ値段の場合は顧客の注文を優先する義務がある（マニングルール）。

常に気配が提示させると、（値段にこだわらなければ）売れない、買えないというリスクがなくなる（流動化）。ただし、「気配」より優先するべき「指値注文」があっても、マーケットメイカーの気配は改善されない。このため、自分の買い指値より低い値段がついていても、自分の買い注文は約定していないことがある。導入前は株価のスプレッド（マーケットメイカーの提示する買い気配と売り気配の差）が広く、それがそっくり投資家の負担、すなわちマーケットメイカーの利益となっていた。オーダー・ハンドリング・ルールは投資家の取引コストを劇的に減少させ、デイトレードなど新しい形態の取引の発展を可能にした。

## 代替取引システム規制
準マーケットメーカーともいうべき私設取引システムには、1998年12月から特に代替取引システム規制（Regulation ATS）が適用された。代替取引システム（ATS）とは、取引所と実質的に同じ機能を果していながら、取引参加者に幅広い監督をおよぼさない事業をさす。代替取引システム規制は、重要なものが以下にとどまる緩い内容となっている。
1. 証券会社として登録し、NASD会員となること。
2. システム運営開始の少なくとも20日までに証券取引委員会へ届け出ること。
3. 一定以上の取引シェアを有する証券についての最良価格を公表するなど、市場の透明性を確保すること。
4. 取引規模の大きいATSについては、取引への公平な参加を認めること。
5. 取引規模の大きいATSについては、システムの容量・完全性・安全性も一定水準を維持すること。
6. 取引情報の秘密を守るとともに、ATS機能をその運営者である証券会社の他の機能から分離すること。[13]

シャドー・バンキング・システムは当局の規制を免れるため、取引所と別にナスダックをつくり、ナスダックと別腹でインスティネットなどの私設取引システムの集合体（ECN）をつくってきた。ブロックチェーンを使ったシステムは、そもそも規制がろくに議論されていない。この緩さで、ナスダック市場会社（Nasdaq, Inc.）はグローバル化してきたのである。

## 日本でのマーケットメイク

### JASDAQの株式マーケットメイク
JASDAQで採用されていたマーケットメイク制度は「MM」あるいは「MM銘柄」と略されるほか、JASDAQ の場合はプレフィックスをつけて「JASDAQMM」「JQMM」と表記される。日本はオーダーハンドリングルールを導入しなかった結果、導入当初からスプレッドが広く、時にはしばしば10%以上に達し「ただ買って売るだけで資金が大幅に減少してしまう」など投資家には不評であった。同制度を特色として優位性を打ち出すつもりだったJASDAQは当てがはずれた形となり、マーケットメイク制採用企業に上場時の優遇措置を講ずるなど普及に努めたものの、投資家・登録企業のマーケットメイク制度離れに歯止めをかけることは出来なかった。JASDAQ は業績の不振から大株主の日本証券業協会が株式の過半数を大阪証券取引所へ売却し、JASDAQ市場は2010年に大証ヘラクレス市場と統合した。取引システムの一本化の必要からマーケットメイク制度は2008年3月21日をもって廃止された。結局、株式のマーケットメイク制度はシステム設計のまずさから日本では定着せずに終わった。
JASDAQで採用されていたマーケットメイク制度は、いわゆるOTD金融を目的とする円キャリー取引に貢献していた。

### ETF
ETFの設定額は2007年の世界金融危機にかかわらず伸びていった。マーケットメイク制度が定着していない状態で、日銀が何年もETFを買い支えた。2018年7月2日に東京証券取引所がETF市場でマーケットメイク制度を導入した。

### 先物・オプション・取引所FX・取引所CFD
大阪取引所および東京商品取引所の先物およびオプション、取引所FXのくりっく365、取引所CFDのくりっく株365にはマーケットメイカーが入っている。

## 日本国債の相場を操縦
2016年6月、三菱東京UFJ銀行がプライマリー・ディーラーの資格を返上した。2017年7月13日、三菱UFJ証券ホールディングスが証券現地法人をアムステルダムに設立するため、関係当局に認可を申請すると正式に発表した。ブレグジットに対する戦略とされているが、同社は現地法人の子会社をパリに設立することも検討するとしており、多岐にわたる業界でルクセンブルク法人の設立ラッシュがブレグジットを契機に起きている現象とは戦略の性質が幾らか違うように見える。2018年6月29日、証券取引等監視委員会は金融商品取引法違反の疑いで三菱UFJモルガン・スタンレー証券に課徴金約2億1800万円の納付を命じるよう金融庁に勧告した。委員会の発表によると、社員は同社で長期国債などの金融商品の取引を担当。2017年8月25日午後6時半ごろから約30分間にわたり、大阪取引所での長期国債の先物取引で、売買を成立させる意思がないのに、見せかけで約6000億円の買いや約2000億円の売りの注文を出し（見せ玉）、他の投資家の売買を促して不正に相場を操縦した。今回の問題は、日本取引所グループの自主規制法人が不自然な取引を見つけ、証券取引等監視委員会に情報提供して発覚した。操縦を手引きした者が自主規制法人の参加者に混じっていたとは考えにくい。大阪証券取引所には、証券会社や銀行などプロの投資家が参加しており、株式の個別銘柄のような価格操作は難しいとされる。2018年7月13日、財務省が三菱UFJモルガン・スタンレー証券のプライマリー・ディーラー資格を18日から1ヶ月間停止すると発表した。7月31日、金融庁が課徴金約2億1800万円を納付するよう命じたと発表した。国債の先物取引について初めて、証券会社に課徴金納付を命じた。